# Холангиокарцинома
Холангиокарцинома (от др.-греч. χολή — жёлчь, ἀγγεῖον — сосуд, καρκίνος — краб, -ωμα от ὄγκωμα — опухоль) — злокачественная опухоль, исходящая из мутировавших эпителиальных клеток желчных протоков.
Холангиокарцинома является относительно редкой опухолью, которая по своей гистологической структуре относится к аденокарциноме. В странах Европы и Северной Америки заболеваемость холангиокарциномой составляет 1-2 случая на 100 000 населения в год, но её уровень растёт в течение последних десятилетий.
Клиническая картина заболевания характеризуется такими симптомами как желтуха, боль в животе, нарушение функции печени, потеря веса, лихорадка, генерализованный зуд, а также возможными нарушениями окраски кала и мочи. Диагностика производится на основании анализов крови, лучевых методов, эндоскопии, а также — хирургического вмешательства. Для верификации диагноза необходимо выполнение биопсии с последующим гистологическим исследованием полученного материала.
К факторам риска для развития холангиокарциномы в Европе и Северной Америке относится наличие у пациента первичного склерозирующего холангита, врождённых пороков развития печени и желчевыводящих путей, для Дальнего Востока и Юго-Восточной Азии — паразитарные инвазии печени. В то же время, у большинства пациентов с холангиокарциномой специфические факторы риска в анамнезе отсутствуют.
Не излечённая холангикарцинома является смертельным заболеванием. Радикальное оперативное вмешательство является единственным потенциальным методом лечения, позволяющим надеяться на излечение больного. Проведение пред- и послеоперационной лучевой или химиотерапии остаётся предметом для дискуссий. Однако, большинство пациентов обращается за медицинской помощью на этапе, когда опухоль является неоперабельной, так как на ранних стадиях заболевание течёт малосимптомно. В этом случае основными методами лечения являются химиотерапия и паллиативная помощь. Продолжаются медицинские исследования для определения эффективности при лечении рака желчных протоков таргетной терапии и фотохимиотерапии.

## Терминология
Синонимами термина холангиокарцинома являются холангиоцеллюлярный рак, холангиогенный рак,  а в некоторых работах используют термин опухоль Клацкина.
Первоначально к холангиокарциномам относили лишь опухоли внутрипеченочных желчных протоков, но затем, учитывая общность происхождения, к холангиокарциномам также стали относить воротные и дистальные внепеченочные опухоли желчных протоков. В отдельных источниках к холангиокарциномам относят также опухоли желчного пузыря, но подобный подход является скорее исключением из правил. Согласно рекомендациям Национальной всеобщей онкологической сети (National Comprehensive Cancer Network) к холангиокарциномам относятся все опухоли, исходящие из эпителия желчных протоков.
Ряд авторов выделяют отдельно опухоль Клатцкина, карциному пузырного протока, в том числе изолированную карциному Фаррера. Другие авторы считают излишней дополнительную детализацию опухолей желчевыводящих протоков, ставя во главу угла морфологические характеристики опухолей.
Холангиокарцинома, наряду с раком поджелудочной железы, раком желчного пузыря и раком ампулы Фатерова соска, относится к опухолям билиарной зоны.

## Эпидемиология
Частота встречаемости холангиокарцином составляет менее 2% от всех злокачественных заболеваний. В Европе и Северной Америке частота выявления холангиокарциномы составляет 1—2 человека на 100 000 населения. По данным аутопсии распространённость заболевания составляет от 0,01% до 0,46%. Заболеваемость холангиокарциномой выше в странах, находящихся в эндемичных зонах по отношению к паразитарным инвазиям печени. На Дальнем Востоке (Китай, Гонконг, Корея, Япония), где распространён Clonorchis sinensis, доля холангиокарцином составляет 20% от всех первичных опухолей печени. В Японии и Израиле частота возникновения холангиокарцином составляет 5,5 и 7,3 на 100000 населения в год.
Холангиоцеллюлярный рак является болезнью пожилых людей, наибольшее число заболевших приходится на возраст 50 — 70 лет, а пик заболеваемости приходится на восьмую декаду жизни.
Заболевание несколько чаще встречается у мужчин, чем у женщин, что, возможно, связано с более частой встречаемостью у них первичного склерозирующего холангита, который является одним из факторов риска при развитии холангиокарцином.
В последние 30 лет наблюдается значительный рост частоты возникновения холангиоцеллюлярного рака у пациентов старше 45 лет, что, прежде всего, связано с улучшением качества диагностики и ростом числа факторов риска.

## Факторы риска
У большинства больных с установленным диагнозом холангиокарцинома в анамнезе отсутствуют какие-либо факторы риска. В то же время в литературе встречаются указания на некоторые факторы, которые могут способствовать развитию холангиокарциномы:
- для Европы и Северной Америки наиболее значимым фактором риска является первичный склерозирующий холангит,[29] который сам часто сочетается с неспецифическим язвенным колитом.[30][31] Исследования показали, что риск развития холангиокарциномы у больных первичным склерозирующим холангитом составляет 10-15%,[32] а при аутопсии холангиоцеллюлярный рак выявляется у 30% таких больных.[33] Временной интервал между началом склерозирующего холангита и появлением злокачественной опухоли варьирует от одного года до 25 лет и более.[7] К другим врождённым и хроническим заболеваниям желчевыводящих путей, увеличивающих риск развития холангиокарциномы относятся: болезнь Кароли и киста общего желчного протока, которые увеличивают риск развития холангиогенного рака на 15%,[34][35] аденомы и множественный папилломатоз гепатикохоледоха,[36] билиодигестивные анастомозы.[2][8] Существуют исследования, показывающие, что в отличие от рака желчного пузыря, желчекаменная болезнь не увеличивает риск развития холангиокарциномы.[37] В то же время, наличие камней непосредственно в желчных протоках, что часто встречается в азиатских странах, увеличивает риск развития холангиоцеллюлярного рака,[12][38][39][40][41] что по всей видимости взаимосвязано с уровнем паразитарной инвазии билиарной зоны в этих странах.
- для стран Дальнего Востока и Юго-Восточной Азии ведущим фактором риска развития холангиокарциномы являются инвазии печеночных сосальщиков. Если в Таиланде, Лаосе и Малайзии наиболее часто происходит инвазия Opisthorchis viverrini, то в Японии, Корее и Вьетнаме речь идёт о Clonorchis sinensis.[42][43][44]
- к другим факторам риска развития холангиокарциномы относятся: синдром Линча,[45][46][47] болезнь Крона,[2] курение,[48][49] воздействие торотраста (диоксида тория), ранее использовавшегося рентгеноконтрастного вещества,[2] дефицит альфа1-антитрипсина[50]. Появились данные о связи холангиокарциномы с хроническими вирусными гепатитами B или С,[51][52][53] и ВИЧ-инфекцией.[28][54]

## Патологическая анатомия
По своей гистологической структуре холангиоцеллюлярный рак в 90—95% случаев относится к аденокарциномам с различной степенью дифференцировки (преимущественно — высокодифференцированной). Также могут встречаться аденосквамозные, плоскоклеточные, перстневидноклеточные, муцинозные и анапластические раки.
Несмотря на то, что холангиоцеллюлярный рак соответствует молекулярным и гистологическим признакам аденокарциномы, фактический тип клеток, из которых он развивается, неизвестен. Недавно проведённые исследования позволяют предположить, что первоначальные трансформации, приводящие к развитию рака, по всей видимости, начинаются в плюрипотентных стволовых клетках печени. Считается, что развитие холангиокарциномы происходит по тому же пути, что и развитие рака толстой кишки — начинаясь с гиперплазии и метаплазии, через дисплазию, к появлению собственно злокачественной опухоли. Считается, что наличие хронического воспаления и обструкция желчевыводящих путей способствуют развитию холангиокарциномы.
Холангиокарцинома часто развивается на фоне фиброзно- или диспластически-изменённых тканей. В таком случае, если опухоль является высокодифференцированной, при гистологическом исследовании её достаточно трудно отличить от реактивно-изменённого эпителия. К сожалению, на данный момент не существует специфических иммуногистохимических маркеров для верификации холангиоцеллюлярного рака, хотя окрашивание цитокератинами, раковым эмбриональным антигеном и муцином может помочь диагностике.

## Классификация

### По локализации
В зависимости от локализации опухоли холангиоцеллюлярный рак подразделяется на:
- внутрипеченочные (периферические) холангиокарциномы, происходящие из внутрипеченочных желчных протоков.[4] Это опухоли, находящиеся в толще ткани печени и занимающие второе место по частоте после гепатоцеллюлярного рака среди первичных опухолей печени.[7] Они составляют 10—25% всех случаев холангиокарцином, с равной частотой на каждый долевой проток.[1]
- внепеченочные холангиокарциномы, исходящие из внепеченочных желчных путей, которые, в свою очередь подразделяются на:
  - проксимальные (воротные, гилюсные, опухоли Клацкина[1][7]) холангиокарциномы, располагающиеся в области конфлюенса.[64] Это наиболее частая локализация холангиоцеллюлярного рака — частота поражения желчных протоков в области конфлюенса составляет 20%, а в проксимальной части общего печеночного протока — 30%.[65][66] В зависимости от отношения опухолей в области слияния долевых протоков H. Bismuth была разработана своя классификация проксимальных холангиокарцином.
  - дистальные холангиокарциномы, исходящие из педикулярной или интрапанктератической части желчных протоков.[7] Часть авторов располагает их от конфлюенса до ампулы Фатерова соска,[7] согласно другим источникам к ним необходимо относить опухоли, локализующиеся в желчных протоках между конфлюенсом и верхней границей поджелудочной железы.[66] Частота опухолей дистальных отделов общего желчного протока 20—25% случаев.[65][66] В свою очередь, иногда эту группу опухолей разделяют на срединные (педикулярные) и дистальные (интрапанкреатические) холангиокарциномы, но подобное деление мало оправдано, в связи с отсутствием различий в тактике ведения и прогнозом.[7]

В 5% случаев отмечается мультифокальный рост опухоли.

### По структуре
По макроскопической структуре, согласно классификации Группы по исследованию рака печени Японии (Liver Cancer Study Group of Japan), внутрипеченочный холангиогенный рак делится на три основных вида:
- массивный — наиболее частый
- перипротоков-инфильтрирующий
- внутрипротоковый — с папиллярным ростом или с формированием опухолевого тромба.

По характеру роста рак желчных протоков подразделяются на:
- инфильтративный
- полиповидный
- экзофитный
- смешанный.

## Клиническая картина
Первые симптомы, с которыми сталкивается врач гастроэнтеролог, обычно связаны с непроходимостью желчных протоков. Больной обращается с жалобами на пожелтение кожных покровов, зуд. Часто наблюдается потемнение мочи и обесцвечивание каловых масс. Из-за нарушения усвоения жиров пациенты теряют вес. Снижение массы тела также может быть связано с отсутствием аппетита, тошнотой, рвотой, раковой интоксикацией. На поздних стадиях заболевания появляются боли в правом подреберье.
Холангиокарцинома может осложняться холангитом (воспалением желчных протоков). У больных повышается температура, появляются симптомы лихорадки. Если опухоль возникла на фоне склеротических процессов или при желчнокаменной болезни, отмечается ухудшение состояния пациента. Усиливаются боли, желтушность, зуд, появляется слабость, тошнота, снижение аппетита.
Симптомы холангиокарциномы не являются специфическими. Поставить диагноз исключительно на основе анамнеза и осмотра практически невозможно. Заболевание приходится дифференцировать с острыми вирусными гепатитами, лептоспирозом, холангитом, камнями или склеротическими процессами в желчном пузыре, циррозом печени, раком головки поджелудочной железы.

## Диагностика
Основой диагноза билиарного рака является морфологическое исследование. Биопсия обязательна для подтверждения диагноза при отказе от хирургического вмешательства и планировании лучевой или химиотерапии, а также в случаях сомнительной природы стриктур (например, хирургические вмешательства на протоках в анамнезе, первичный склерозирующий холангит, камни желчных протоков и т.д.). Морфологическая верификация не обязательна при планируемом хирургическом лечении. Решение о выполнении биопсии должно приниматься на онкологическом консилиуме.
План диагностики:
- Сбор жалоб и анамнеза.
- Врачебный осмотр, оценка общего состояния по шкале ECOG, общеклиническое обследование.
- Лабораторная диагностика: общий и биохимический анализы крови, определение онкомаркеров СА199, РЭА, АФП (для внутрипеченочного поражения). Следует учитывать, что уровень СА199 повышается при билиарной обструкции, гепатитах, холелитиазе, муковисцидозе и др.
- МРТ с контрастированием и МРХПГ.
- КТ грудной клетки, брюшной полости и малого таза с в / в контрастированием.

## Дифференциальная диагностика
Диагностический поиск при подозрении на рак желчных путей следует начинать при билиарной обструкции (например, желтухе, изменении печёночных показателей холестатических свойств, расширении протоков при инструментальных исследованиях) в отсутствие её альтернативного объяснения, например, холедохолитиаза или патологического образования головки поджелудочной железы. При выявлении несимптомных узловых образований в печени, в первую очередь, следует исключить метастазы опухолей других органов, а также доброкачественные и паразитарные образования печени. Холангиокарциному следует исключать у пациентов с изолированными образованиями печени, выявленными при инструментальных методах обследования при нормальном уровне АФП, РЭА и СА199

## Лечение
При неоперабельном или метастатическом процессе, осложнённом желтухой, необходимо обеспечить отток желчи, что улучшает качество жизни больного и создаёт условия для проведения ХТ. При нарушении желчеотведения более, чем в 25 % случаев ХТ осложняется холангитом, чаще после реконструкции / дренирования / стентирования желчевыводящих путей. Лечение обострений холангита заключается в ранней антибактериальной терапии (с учётом антибиотикограммы) при обеспечении адекватного оттока желчи. Гипербилирубинемия >2–3 ВГН, повышение уровня трансаминаз более, чем в 5–8 раз, признаки стойкого нарушения белково-синтетической функции печени (альбумин плазмы <30 г / л), острый холангит являются относительными противопоказаниями к ХТ. В случаях заболевания на фоне цирроза проведение ХТ сопряжено с частыми и выраженными осложнениями.
Препараты: инфигратиниб,пемигатиниб,ивосидениб, футибатиниб.
Моноклональные антитела: дурвалумаб, занидатамаб.

## Прогноз
Крайне неблагоприятный.